# Nephodia clara
Nephodia clara là một loài bướm đêm trong họ Geometridae.